# Pamfil
A Pamfil görög eredetű férfinév, ami a Pamphilosz név rövidülése, a jelentése: közkedvelt, népszerű.

## Gyakorisága
Az 1990-es években szórványos név, a 2000-es években nem szerepel a 100 leggyakoribb férfinév között.

## Névnapok
- június 1.[2]